# Ola (řeka)
Ola (rusky Ола) je řeka v Magadanské oblasti na ruském Dálném východě. Její délka činí 166 km a plocha povodí dosahuje 8 570 km².

## Průběh toku
Řeka Ola pramení na svazích Olské náhorní plošiny, které leží na východním konci Hornokolymské vysočiny, přibližně 30 km jihozápadně od Atky, v nadmořské výšce 1160 metrů. Od svého pramene teče zpočátku jihovýchodním směrem asi 70 km, poté se stáčí k jihu a protéká Olskou nížinou. V posledním úseku svého toku protéká mokřady mezi městem Magadan a jezerem Čistoje, než ústí do Taujského zálivu Ochotského moře.
Poblíž ústí řeky leží obec Ola, která je okresním centrem olského okresu. Na dolním toku řeku překlenuje silniční most a asi 40 km severně od ústí ji kříží federální dálková silnice R504 Kolyma.
Řeka je na většině své délky rozvětvená, teče v širokém štěrkovém korytu a tvoří několik ramen.
V horním toku Ola eroduje horniny obsahující acháty, které je možné nalézt nejen podél celého toku řeky, ale i na přilehlém pobřeží Ochotského moře.

## Fauna

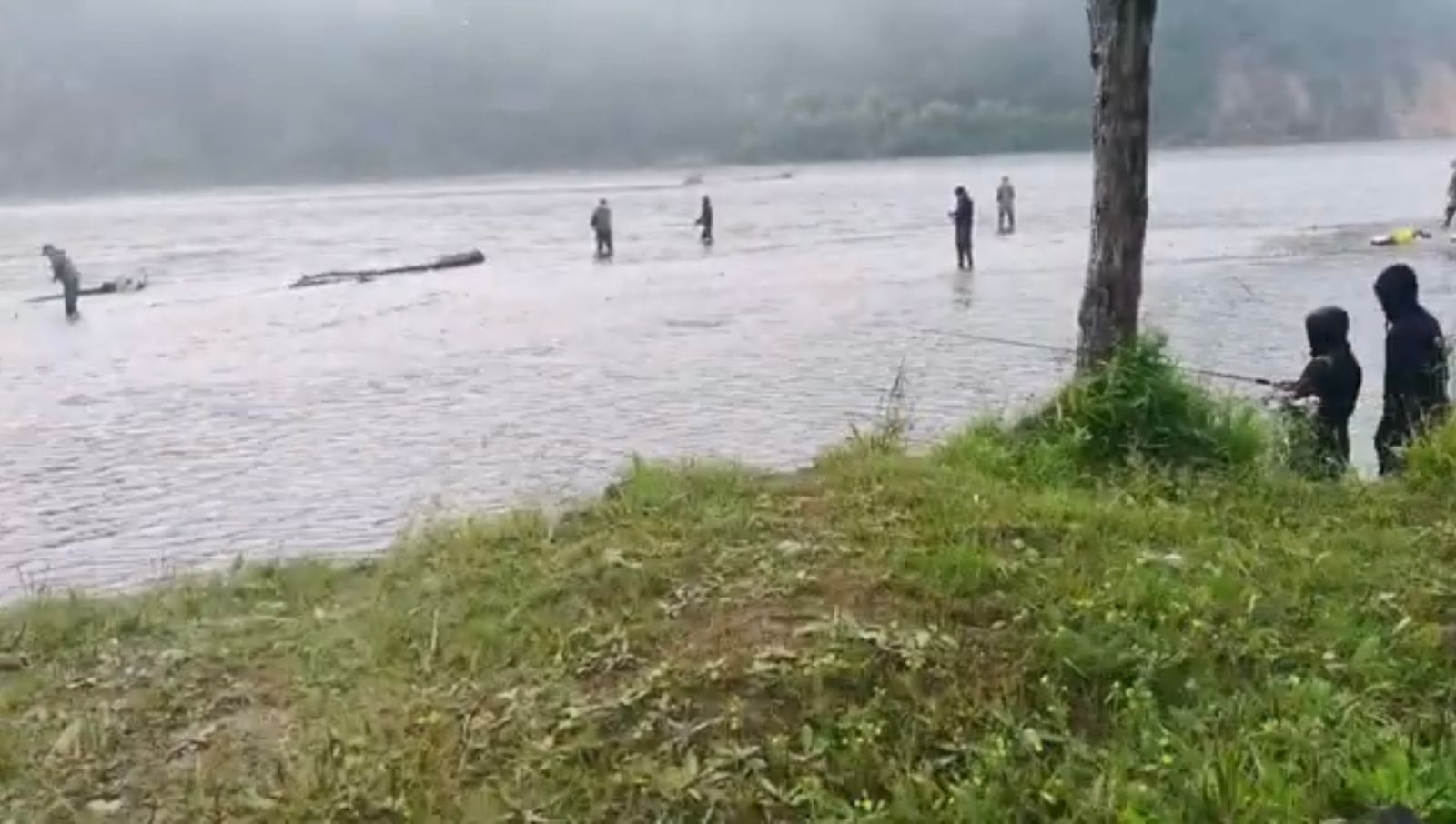
Rybaření na Ole

Ola je důležitým habitatem pro různé druhy tichomořských lososů. Nejpočetnější je populace gorbuše, následovaná ketou a kisučem. Kromě těchto druhů se v řece vyskytují také siven malma (salvelinus malma), siven světloskvrnný (Salvelinus leucomaenis) a lipan.
Řeka Ola a její příbuzné vodní systémy tvoří až 80 % zásob gorbuše, 20 % zásob kety a 25 % zásob kisuče v Magadanské oblasti. Tento ekologický systém je nicméně ohrožen plánovanou těžbou hnědého uhlí v nížinách podél Oly.

## Historie
První zmínky o řece Ole se objevují již v dokumentech z 18. století. Ve sbírkách Petrohradského archivu Ruské akademie věd jsou uloženy jednoduché mapy šesti řek: Tauje, Jany, Armaně, Oly, Siglanu a Jamy, které pocházejí z počátku 40. let 18. století. Na jedné z map je poznámka: „Řeka Ola, pramení mezi severem a východem, ústí na jihu, u ústí je šířka 20 sažen a hloubka za odlivu je polovina sažne.“
V letech 1716/17 podnikl kozák Kuzma Sokolov se svou lodí Vostok první plavbu z Ochotska na Kamčatku a zpět podél pobřeží Ochotského moře. U ústí řeky Ola zakotvil a zmínil se o řece, že zde čekal na vhodný vítr a se svou skupinou kozáků odpočíval.
Dříve byla Ola známá pod evenským jménem Kola, což v evenštině znamená naběračka a odkazuje tak na ohyb řeky u stejnojmenné osady.

## Přítoky
Mezi hlavní přítoky Oly patří:
- Lankovaja (zleva, 22. kilometr od ústí)
- Tanon (zprava)
- Majačan (zleva)
- Donyško (zleva)